# 薩英戦争
座標: 北緯31度35分42秒 東経130度34分11秒 / 北緯31.595101度 東経130.569584度
薩英戦争（さつえいせんそう、文久3年7月2日 – 4日〈新暦: 1863年8月15日 – 17日〉）は、薩摩藩と大英帝国 （イギリス）の間で起こった戦闘である。文久2年8月21日（1862年9月14日）に武蔵国橘樹郡生麦村で発生した生麦事件の解決と補償を艦隊の力を背景に迫るイギリスと、主権統治権のもとに兵制の近代化で培った実力でこの要求を拒否し防衛しようとする薩摩藩兵が、鹿児島湾で激突した。
薩摩方は鹿児島城下の約1割を焼失したほか砲台や弾薬庫に損害を受けたが、イギリス軍も旗艦「ユーライアラス」の艦長や副長の戦死や軍艦の大破・中破など大きな損害を被った。この戦闘を通じて薩摩とイギリスの双方に相手方のことをより詳しく知ろうとする機運が生まれ、これが以後両者が一転して接近していく契機となった。
イギリス国内ではこの戦闘を単に「Bombardment of Kagoshima」（鹿児島砲撃）と呼んでいる。鹿児島では城下町付近の海浜が「前の浜」と呼ばれていたため、まえんはまいっさ（前の浜戦）と呼ばれる。

## 生麦事件
文久2年8月21日（1862年9月14日）、生麦事件が発生する。横浜港付近の武蔵国橘樹郡生麦村で、薩摩藩主の父・島津久光の行列を乱したとされるイギリス人4名のうち3名を島津家家来の奈良原喜左衛門、海江田信義らが殺傷する（死者が1名、負傷者が2名）。
この種の事件は、不平等条約を強制された国々で発生せざるを得ない特徴的な事件である。居留地にいる条約締結国国民は治外法権で保護されている。居留地外では当該国の法に従う事になる。そして、居留地に居住する外国人は遊歩区域が認められている。横浜では「神奈川 六郷川筋を限として其他は各方へ凡十里」とされていた。このグレーゾーンでは、正統性が両国の力関係で決定される。このような紛争を介して欧米列強は、どの国においても「内地自由通行権」の獲得に力を注ぐことになる。

## 交渉
交渉までの経緯については、備考を参照のこと。

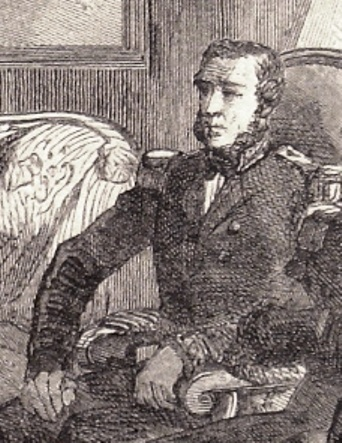
イギリス公使代理ジョン・ニール

文久3年5月9日（1863年6月24日）、イギリス公使代理のジョン・ニールは幕府から生麦事件の賠償金10万ポンドを受け取った。
6月22日（8月6日）、ニールは薩摩との直接交渉のため、7隻の艦隊（旗艦「ユーライアラス」（艦長・司令J・ジョスリング一等海佐 (Captain)）、コルベット「パール」（艦長J・ボーレイス一等海佐 (Captain)）、同「パーシュース」（艦長A・キングストン海尉 (Lieutenant-Commander)）、同「アーガス」（艦長L・ムーア海尉 (Lieutenant-Commander)）、砲艦「レースホース」（艦長C・ボクサー海尉 (Lieutenant-Commander)）、同「コケット」（艦長J・アレキサンダー海尉 (Lieutenant-Commander)）、同「ハボック」（艦長G・プール海尉 (Lieutenant)）、指揮官：イギリス東インド艦隊司令長官オーガスタス・レオポルド・キューパー海軍少将）と共に横浜を出港。6月27日（8月11日）にイギリス艦隊は鹿児島湾に到着し鹿児島城下の南約7kmの谷山郷沖に投錨した。薩摩は総動員体制に入り、寺田屋騒動関係者の謹慎も解かれた。
6月28日（8月12日）、イギリス艦隊はさらに前進し、鹿児島城下前之浜約1km沖に投錨した。艦隊を訪れた薩摩の使者に対しイギリス側は国書を提出。生麦事件犯人の逮捕と処罰、および遺族への「妻子養育料」として2万5000ポンドを要求した。島津家は回答を留保し翌日に鹿児島城内で会談を行う事を提案している。
6月29日（8月13日）、イギリス側は城内での会談を拒否、早急な回答を求める。
島津家は「生麦事件に関して責任はない」とする返答書をイギリス艦隊に提出し、イギリス側の要求を拒否した。イギリス艦隊は桜島の横山村・小池村沖に移動した。
一方、奈良原喜左衛門らはイギリス艦が薪水・食料を求めたのに対して奇襲を計画し、海江田信義、黒田清隆、大山巌らが国書に対する答使と果物・スイカ売りに変装し艦隊に接近した（西瓜売り決死隊）。使者を装った一部は乗艦に成功したが、艦隊側に警戒されてほとんどの者が乗船を拒まれたため、奇襲作戦は中止され、奈良原らは退去した。
7月1日（8月14日）、ニール代理公使は島津家の使者に対し、要求が受け入れられない場合は武力行使に出ることを通告した。島津家は開戦を覚悟し、当主・島津茂久と後見役・島津久光は、鹿児島城が英艦隊の艦砲の射程内と判断されていたため、新たに本営と定めた鹿児島近在西田村（現・鹿児島市常盤）の千眼寺に移った。併せて上町・下町の町人地域にも避難指示を諭達した。

## 戦闘について
イギリス艦隊の旗艦には、幕府から得た賠償金が積まれていたが、イギリス側は島津家との賠償金の交渉を有利にするために薩摩汽船3隻を掠奪した。これに激発した薩摩方の砲台（11台、砲は89門）との間で戦闘が開始された。

### 戦闘詳報

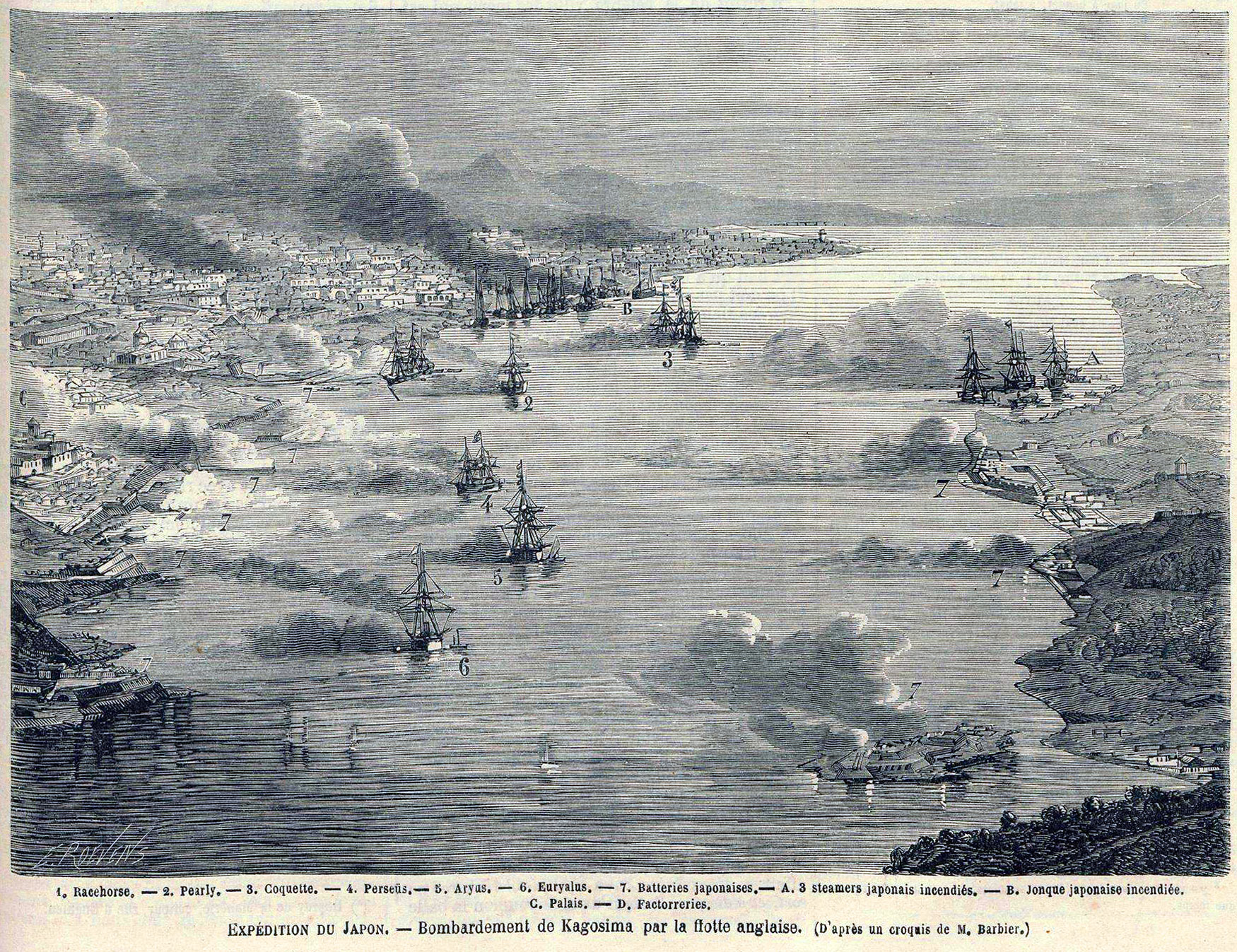
イギリス艦隊と薩摩砲台の戦闘

7月2日（8月15日） - 夜明け前、「パール」、「アーガス」、「レースホース」、「コケット」、「ハボック」の艦隊5隻は、薩摩の蒸気船の天佑丸 (England)、白鳳丸 (Contest)、青鷹丸 (Sir George Grey) を重富の脇元浦（現在の姶良市脇元付近）において、これら3隻の舷側に接舷するとイギリス艦から50, 60人の兵が乱入した。薩摩蒸気船の乗組員が抵抗すると、銃剣で殺傷するなどして3隻の乗組員を強制的に陸上へ排除して船を奪取した。このとき、天佑丸の船奉行添役五代才助（五代友厚）や青鷹丸の船長松木弘庵（寺島宗則）も捕虜として拘禁された。
午前10時、捕獲された3隻は、「コケット」、「アーガス」、「レースホース」の各艦の舷側に1隻毎に結わえられて牽引され、桜島の小池沖まで曳航された。これをイギリス艦隊の盗賊行為と受け取った薩摩方は7箇所の砲台（台場）に追討の令を出す。

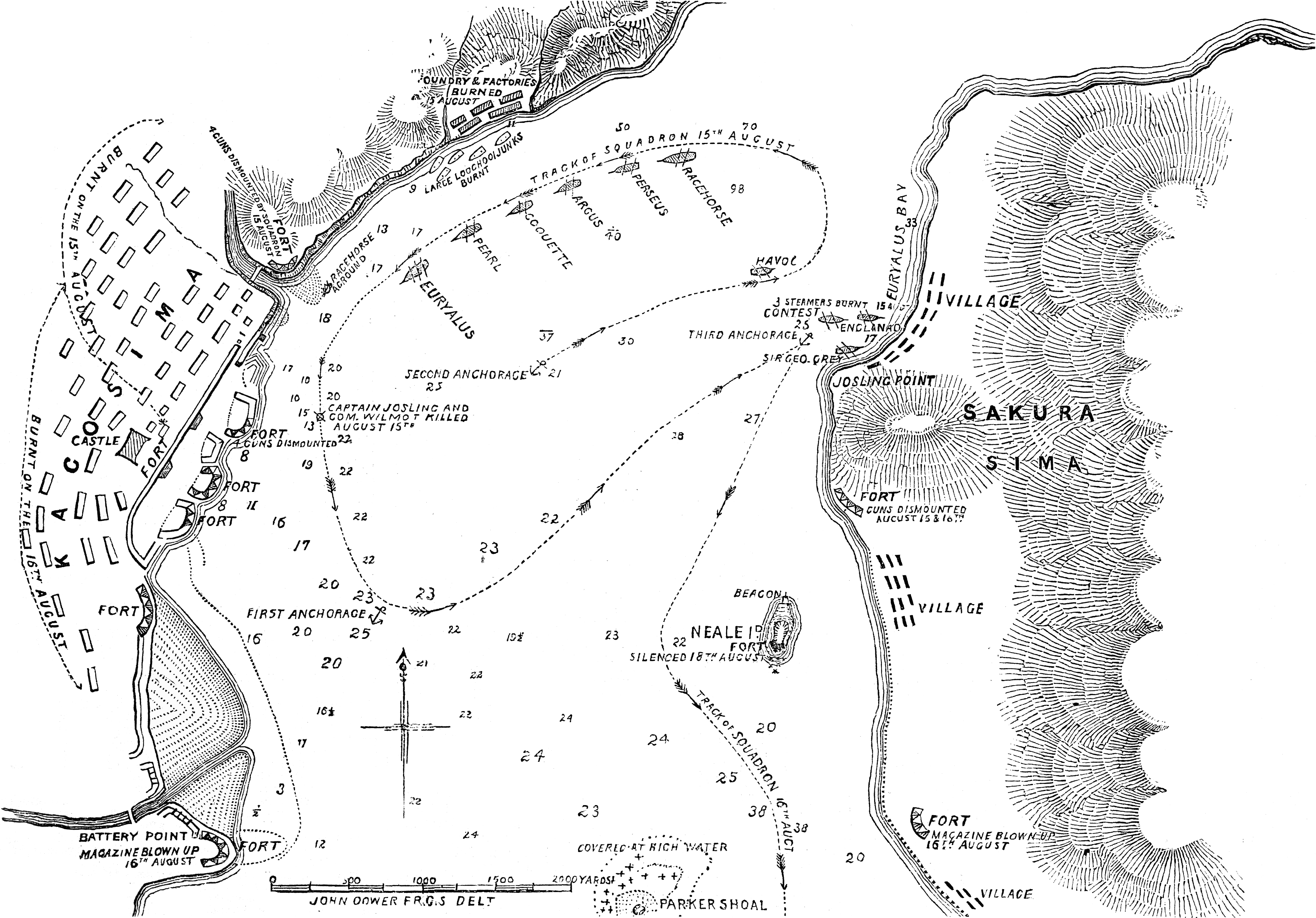
当時の新聞による戦況図

正午、湾内各所に設置した砲台の中で薩摩本営に最も近い天保山砲台 (Battery Point) へ追討令の急使として大久保一藏が差し向けられ、到着する間もなく旗艦「ユーライアラス」に向けて砲撃が開始された。一方、対岸の桜島側の袴腰砲台（桜島横山）は城下側での発砲を知ると、眼下のイギリス艦「パーシュース」に対して砲撃を開始した。この砲台の存在を知らなかった「パーシュース」の艦長は、砲台からの命中弾に慌てふためき錨の切断を下令すると艦はその場から逃走した。
不意を突かれたキューパー提督は艦隊の戦列を整えるために、桜島小池沖の艦隊5隻へ「ハボック」一艦のみを残し、薩摩船3隻の焼却命令を信号により発令した。イギリス側の乗組員は天佑丸、白鳳丸、青鷹丸から貴重品を略奪すると、砲撃を行った上でこれらの蒸気船3隻に放火し「ハボック」が焼却・沈没を見届けた。

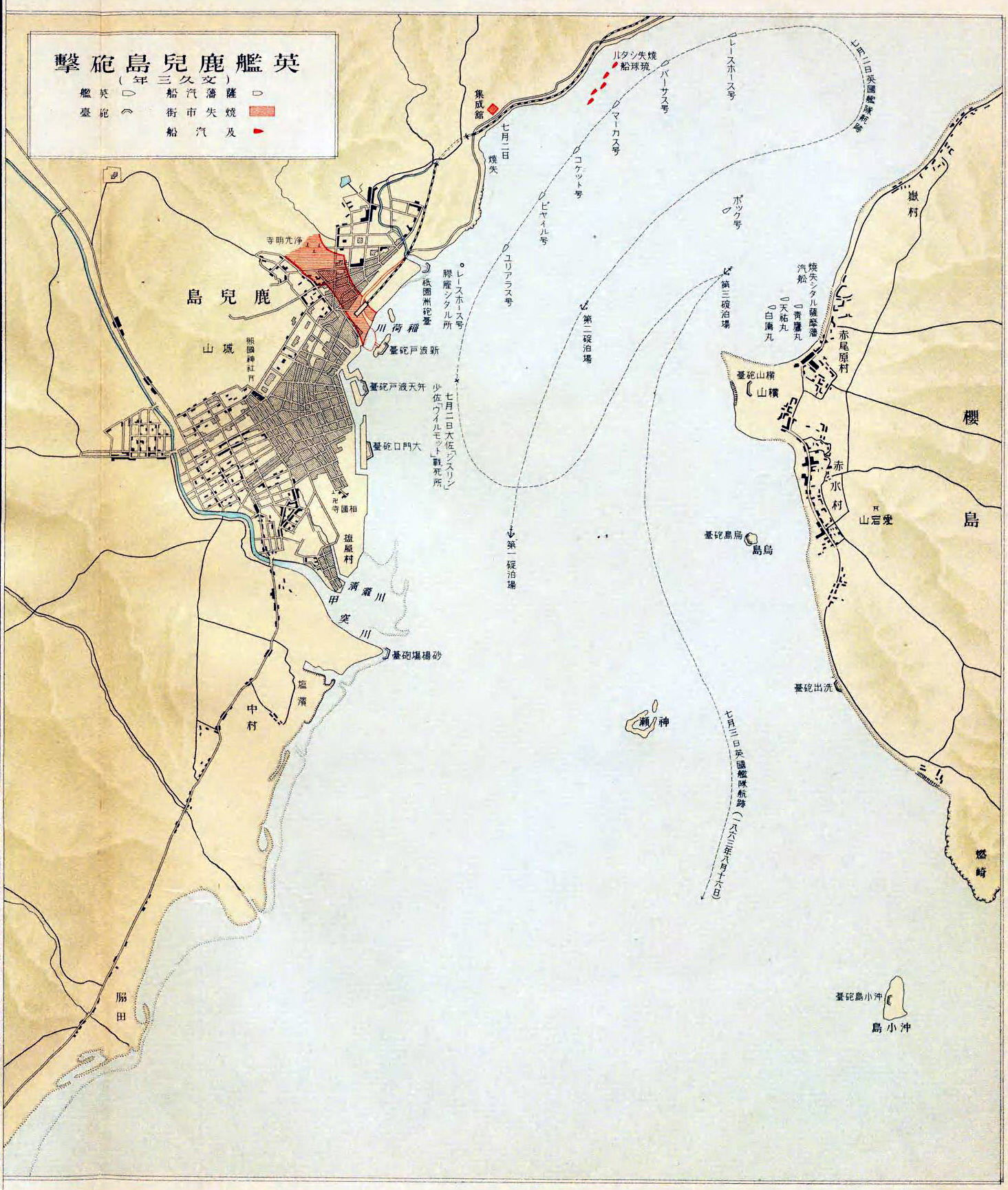
薩英戦争の図（冨山房「大日本読史地図」）

その後イギリス艦隊は戦列を整え、「ユーライアラス」を先頭に単縦陣で、第8台場（祇園之洲砲台）、第7台場（新波戸砲台）、第5台場（辨天波戸砲台）に向けて両舷側の自在砲（110ポンドアームストロング砲）を用いて発砲（戦況図参照）。艦隊の107門の砲は21門が最新式の40ポンド・110ポンドアームストロング砲であり、これを用いて陸上砲台（沿岸防備砲・台場）に接近しての砲撃を行った。これに対して薩摩の砲台・台場からの応戦による大砲の発砲は数百発に及び、接近する艦隊に小銃隊も砲撃の合間を縫って狙撃を行った。
イギリス艦隊の第8台場（祇園之洲砲台）、第7台場（新波戸砲台）、第5台場（辨天波戸砲台）への攻撃では、精確な射撃により薩摩側の大砲8門を破壊した。薩摩側は、暴雨風の影響による砲台への浸水や、イギリス艦隊の砲に比べると備砲の射程が短いなど性能が劣っているという不利な点もあったが、薩摩砲台に接近する艦隊は午前からの荒天や機関故障により操艦を誤り、薩摩側への有利な戦闘展開となった。薩摩側も、敵艦への突撃・追撃用に上荷船の船首に18斤単銅砲や24斤単銅砲を1門備えた11人乗り小型艇数艘（総数12艘）の水軍隊が辨天波戸から出動し砲撃を試みたが、荒天のため船内への浸水などで退却した。
午後3時前、辨天波戸砲台の29拇臼砲（ボンベン砲）の弾丸1発が「ユーライアラス」の甲板に落下、軍議室（艦橋）で破裂・爆発、居合わせた艦長・司令 (Captain Josling) や副長 (Commander Wilmot) などの士官が戦死。キューパー提督（司令官）は艦長や指揮官などと居合わせたが、その場から撃ち倒されて共に転落するも左腕に傷を負ったのみで助かった。
午後3時10分、祇園之洲砲台に接近して砲撃中の「レースホース」は、折からの強い波浪や機関故障により吹き流され、砲台手前の200ヤードで座礁・擱坐すると大きく傾き、大砲の発砲が出来なくなり小銃で砲台への攻撃を行った。しかし、既に祇園之洲砲台の大砲のほとんどが破壊されており、この砲台からの大砲による応戦は行われなかった。また、薩摩側はイギリス艦の座礁とは想定せず、艦から端艇が下ろされたことにより、陸戦は必定と上陸に備えて台場の陰で敵の襲来を待ち構えた。
午後4時頃、イギリス艦隊の3隻（コケット、アーガス、ハボック）は僚艦「レースホース」の救出・援護のために祇園之洲砲台に砲撃を加えながら僚艦の離礁を試みた。これに対して新波戸砲台がイギリス艦隊に盛んに砲撃を加え、「アーガス」に3発の命中弾を浴びせたが、「レースホース」は他の僚艦により曳航され、5時半頃には救出され離礁した。
午後7時頃、砲撃戦に不参戦の「ハボック」は単独で砲台のない磯に移動し、停泊中の琉球船3隻と日向国那珂郡の赤江船2隻を襲い焼却する。その後、僚艦「パーシュース」も加わり、大砲やロケット弾（火箭）を用いて、近代工場群を備えた藩営集成館の一帯を攻撃し、ことごとく破壊した。攻撃後、2艦は艦隊の停泊する桜島横山村・小池村沖に戻った。なお､この時「ハボック」が砲撃した琉球船には､たまたま薩摩へ琉球使節として赴いていた琉球国の王子･与那城朝紀が乗船していた。「ハボック」の砲撃によって被災した際､薩摩の伝馬船に乗って王子は命からがら逃げ出している。
午後8時頃、上町方面の城下では先の「パーシュース」のロケット弾などによる艦砲射撃で火災が迫り、民家（350余戸）、侍屋敷（160余戸）、寺社（浄光明寺、不断光院、興国寺、般若院）などの多くが焼失した。
本国議会議員のトマス・ハワードが議会で披露した、友人の水兵ジェームズの手紙 
『日付：1863年8月16日 
午前一時十五分。月は薄雲に隠れ、鹿児島湾はほとんど闇に沈んでいた。甲板は通常どおり交代の哨戒兵が巡回していたが、船の右舷下、錨鎖のあたりに不審な音がしたとの報告を受け、私達はすぐに現場に向かった。予期しない事態が起きるのは、いつだって静かな夜に限る。 
夜の闇に包まれた「ハボック号」の甲板に、不安な緊張感が広がっていた。戦争の最中、敵がどこから襲ってくるかは予測できなかった。昨日、薩摩藩との間での衝突があったばかりで、警戒は一層強化されていた。 
その時、右舷下から微かな水音が聞こえた。周囲を見渡すと、2つの影が闇にひそみながら接近していた。すぐに私は警戒した。 
見えた瞬間、私はそれが日本の薩摩藩士であることに気づいた。どうやら、敵は海から我々の船に登ろうとしているようだ。 
薩摩藩士たちは、海から船の側面に忍び寄り、しばしば訓練で鍛えられた通り、音もなく舷側に登り始めていた。水面での動きは、まるで魚のように滑らかで、何者かに気づかれることなく接近していた。 
すぐに私達は、彼らに対して銃を撃った。だが、何かが違った。彼らの身のこなしや動きは、ただの軽犯罪者のものではなかった。それはまさしく、戦士のものだった。 
薩摩藩士たちは、最初に接触した水兵2名を押し倒し、すぐに抜刀して戦闘を挑んできた。その反撃は予想を超えて激しく、私たちの兵士たちは一瞬足を止めるほどだった。 
最初の数分間、戦闘は完全に混乱していた。彼らは異常なスピードで兵士をかわし、刀を振るって防御をかいくぐる。その様子は、まるで舞踏のようであり、我々はその素早さに圧倒されていた。しかし、何とか体勢を整え、包囲を掻い潜った私は彼らのうち、3人を斬った。残りの2人は船内の弾薬庫を探し回った挙げ句、迷子になり、遠方からの射撃で動かなくなった。その報告を聞いたとき、ついに戦闘は終結したと私は実感することができた。 
彼らの戦いは短く、しかし異常なまでの強さを見せ、最後の一瞬まで反撃を忘れず、そして自ら死を選んだようだった。 
私達の側では、二名が軽傷を負ったが、幸い命に別状はなかった。私も、かすり傷を負うことなく、ユニオンジャックの栄光に影を落とす真似をしなかった。しかし、その後彼らの死体を見たとき、その戦士たちの恐ろしいまでの忠義心と勇気を否応なく感じざるを得なかった。 
今回の遠征は、戦争ではなかった。そのため、気持ちはバカンス気分だった。だが、敵の勇気を前にすると、やはり敬意を表さずにはいられない。彼らのような者が戦場に立つ限り、我々もまた油断してはいけず、国のために剣を振るうのだ。 』
7月3日（8月16日）、前日の戦闘で戦死した旗艦艦長や副長などの11名を錦江湾で水葬にする。艦隊は戦列を立て直し、市街地と両岸の台場を砲撃して市街地および島津屋敷を延焼させた（島津屋敷は誤認であり、実際には寺院）。また、砲撃により第11台場（赤水台場）および突出台場（天保山砲台）の火薬庫が爆発して、天保山砲台（砂揚場）より反撃があったが、その後台場からの反撃は収まり、沖小島台場からの砲撃に応戦しながら湾内を南下、谷山沖に停泊し艦の修復を行う。
この時、薩摩方により沖小島と桜島（燃崎）の間付近に、集成館で島津斉彬の時代に製造した電気点火装置の水中爆弾3基（地上から遠隔操作）を仕掛けて待ち伏せしていたが、沖小島台場の砲撃によりイギリス艦隊は進路を変更したため近寄らず失敗した。
7月4日（8月17日）、艦隊は弾薬や石炭燃料が消耗し多数の死傷者を出し、薩摩を撤退した。その中の一艦（レースホース）は艦隊からとも綱を外し、損壊も甚だしく、小根占の洋上に停泊して修理を行っていたが、7月6日（8月19日）夜に他の艦が来て曳航されて行った。
7月11日（8月24日）、全艦隊が横浜に帰着。

### 戦闘の結果
薩摩側の砲台によるイギリス艦隊の損害は、大破1隻・中破2隻の他、死傷者は63人（旗艦「ユーライアラス」の艦長ジョンスリングや副長ウィルモットの戦死を含む死者13人、負傷者50人内7人死亡）に及んだ。一方、薩摩側の人的損害は祇園之洲砲台では税所清太郎（篤風）のみが戦死し、同砲台の諸砲台総物主（部隊長）の川上龍衛や他に守備兵6名が負傷した。他の砲台では沖小島砲台で2名の砲手などが負傷した。市街地では7月2日に流れ弾に当たった守衛兵が3人死亡、5人が負傷した。7月3日も流れ弾に当たった守衛兵1名が死亡した。物的損害は台場の大砲8門、火薬庫の他に、鹿児島城内の櫓、門等損壊、集成館、鋳銭局、寺社、民家350余戸、藩士屋敷160余戸、藩汽船3隻、琉球船3隻、赤江船2隻が焼失と軍事的な施設以外への被害は甚大であり、艦砲射撃による火災の焼失規模は城下市街地の「10分の1」になる。
朝廷は島津家の攘夷実行を称えて褒賞を下した。横浜に帰ったイギリス艦隊内では、戦闘を中止して撤退したことへの不満が兵士の間で募っていた。
本国のイギリス議会や国際世論は、戦闘が始まる以前にイギリス側が幕府から多額の賠償金を得ているうえに、鹿児島城下の民家への艦砲射撃は必要以上の攻撃であったとして、キューパー提督を非難している。

### イギリス艦艇一覧
1863年8月15日、鹿児島攻撃時の戦闘隊列でのイギリス艦隊を一覧で表す。死傷者の無かったハボック (Havock) は砲撃戦に参加せず、琉球船 (Loochoo I. Junks) 3隻と赤江船2隻を襲う。
| 艦名                    | 艦種                      | 建造年          | トン数                                    | 乗員    | 出力   | 備砲 | 損害                      |
| ----------------------- | ------------------------- | --------------- | ----------------------------------------- | ------- | ------ | --- | ------------------------- |
| ユーライアラス Euryalus | フリゲート 蒸気スクリュー | 1853年 （改造） | 積載量2371トン（bmトン） 排水量3125英トン | 600 540 | 400NHP | 110ポンドアームストロング砲x5 40ポンドアームストロング砲x8 その他22門 鹿児島砲撃時にカロネード砲x16を追加 | 戦死10名 負傷21名         |
| パール Pearl            | コルベット 蒸気スクリュー | 1855年          | 積載量1469トン（bmトン） 排水量2187英トン | 245 400 | 400NHP | 68ポンド砲x1 10インチ砲x20                                                                                | 負傷7名                   |
| コケット Coquette       | 砲艦 蒸気スクリュー       | 1855年          | 積載量677トン（bmトン）                   | 78 90   | 200NHP | 110ポンドアームストロング砲x1 10インチ砲x1 32ポンド砲x1 20ポンド砲x2                                      | 戦死2名 負傷4名           |
| アーガス Argus          | スループ 蒸気外輪         | 1852年          | 積載量981トン（bmトン） 排水量1630英トン  | 170 175 | 300NHP | 110ポンドアームストロング砲x1 10インチ砲x1 32ポンド砲x4                                                   | 負傷6名                   |
| パーシュース Perseus    | スループ 蒸気スクリュー   | 1861年          | 積載量955トン（bmトン） 排水量1365英トン  | 172 175 | 200NHP | 40ポンドアームストロング砲x5 32ポンド砲x12                                                                | 戦死1名 負傷9名 内死亡4人 |
| レースホース Racehorse  | 砲艦 蒸気スクリュー       | 1860年          | 積載量695トン（bmトン） 排水量877英トン   | 103 90  | 200NHP | 110ポンドアームストロング砲x1 10インチ砲x1 32ポンド砲x1 20ポンド砲x2                                      | 艦体大破 負傷3名          |
| ハボック Havock         | ガンボート 蒸気スクリュー | 1856年          | 積載量232トン（bmトン）                   | 50 37   | 60NHP  | 68ポンド砲x2                                                                                              | なし                      |

## 戦争の処理

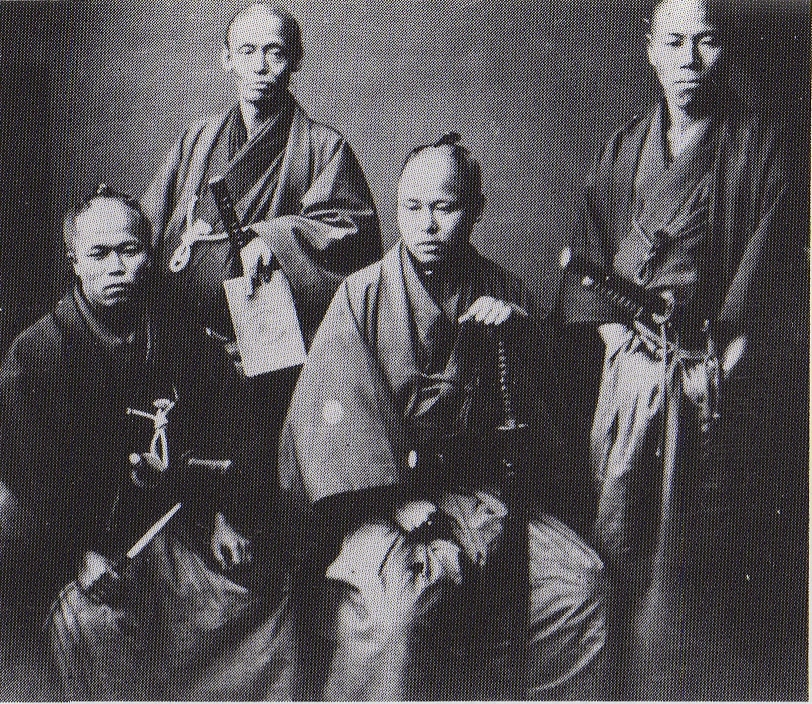
交渉にあたった薩摩側の藩士たち

9月28日（11月11日） - 第1回和睦の談判、横浜の英国公使館の応接室にて島津家の重野厚之丞（安繹）が主導、補佐として同岩下左次右衛門、佐土原島津家の家老の樺山久舒（舎人）、能勢二郎左衛門（直陳）などが同席。代理公使ニール大佐との談判では、薩摩側はイギリス艦が薩摩汽船を掠奪した件を追及し、イギリス側は生麦事件を挙げて紛糾・決裂したが、幕府側の仲裁で次回談判を取り決めた。重野らと同行した高崎猪太郎は一橋卿の内命にて京都に居たため同席しなかった。
10月4日（11月14日） - 第2回和睦の談判、島津家の岩下、重野は前回と同じくイギリス側の非を責めるが、ニール公使も同様に全く自説を変える様子もなく談判は紛糾・決裂し、次回談判となった。
10月5日（11月15日） - 第3回和睦の談判、本家を憂慮する和睦派の佐土原島津家の樺山、能勢らは幕府側の説得を受け入れて薩摩側への和睦を促し、重野らはイギリスからの軍艦購入を条件に扶助料を出すべしと議を決した。イギリス側は軍艦購入の斡旋を承諾した。
島津家は2万5000ポンドに相当する6万300両を幕府から借用して支払ったが、これを幕府に返さなかった。また、講和条件の一つである生麦事件の加害者は「逃亡中」として処罰されなかった。
イギリスは講和交渉を通じて薩摩を高く評価するようになり、関係を深めていく（2年後には公使ハリー・パークスが薩摩を訪問しており、通訳官アーネスト・サトウは多くの薩摩藩士と個人的な関係を築く）。薩摩側も、欧米の文明と軍事力の優秀さを改めて理解し、イギリスとの友好関係を深めていった。
この時薩摩から蜜柑をイギリス側に渡したため、英国での温州ミカンの名称は「Satsuma」となっている。

## 備考

### 交渉までの経緯
生麦事件発生以前にも2度にわたるイギリス公使館襲撃（東禅寺事件）などでイギリス国内の対日感情が悪化している最中での生麦事件の発生にジョン・ラッセル外相は激怒し、ニール代理公使及び当時艦隊を率いて横浜港に停泊していた東インド・極東艦隊司令官のジェームズ・ホープ中将に対して対抗措置を指示していた。実は2度目の東禅寺襲撃事件の直後からニールとホープは連絡を取り合い、更なる外国人襲撃が続いた場合には関門海峡・大坂湾・江戸湾などを艦隊で封鎖して日本商船の廻船航路を封鎖する制裁措置を検討していた。当時、日本には砲台は存在していたが、それらの射程は外国艦隊の艦砲射撃の射程よりも遙かに短く、ホープはそれらの砲台さえ無力化できれば巨大な軍艦の無い江戸幕府や諸家にはもはや封鎖を解くことは不可能であると考えていた。
実際に文久2年11月20日（1863年1月9日）にヴィクトリア女王臨席で開かれた枢密院会議で対日海上封鎖を含めた武力制裁に関する勅令が可決されている。だが、ニールもホープもこの海上封鎖作戦を最後の手段であると考えていた。ニールは、ホープに代わって東インド・極東艦隊司令官となったキューパー少将を横浜に呼び寄せ、文久3年2月4日（3月22日）、幕府に生麦事件と東禅寺事件の賠償問題（合計11万ポンド）について最後通牒を突きつけたが、この際に日本を海上封鎖する可能性をわざわざ仄めかしている。
江戸幕府は、フランス公使デュシェーヌ・ド・ベルクールにイギリスとの仲介を依頼し、文久3年5月9日（6月24日）にニールと幕府代表の小笠原長行との間で賠償交渉がまとまった。このため、ニールとキューパーは日本に対する海上封鎖作戦を直前に中断した。幕府との交渉が決着したため、続いて実行犯である島津家との交渉のため、ニールとキューパーは薩摩に向かったが、この時点では戦闘の可能性は低いと考えていた。
なお、ホープは海上封鎖を行っても賠償に応じない場合を想定して陸軍と協議して京都・大坂・江戸を占領する計画をも検討していたが、仮に占領可能であったとしても天皇や将軍が山岳部に逃げ込んでゲリラ戦に持ち込まれた場合は不利であると結論しており、事実上断念している。また、当時の英国に十分な数の陸兵を日本に派遣する余裕はなかった。実際ニールは横浜防衛のために2000人の陸兵派遣要請をしたが、それすらも拒否されている。

### その他、諸説など

#### アームストロング砲
当時の最新鋭兵器として期待されていたアームストロング砲は、この戦闘で暴発や不発（不発弾）が多い事が実戦で判明したため、イギリス海軍から全ての注文をキャンセルされた。さらに輸出制限も外されて海外へ輸出されるようになり、後に日本にも輸入される原因になったとされる。

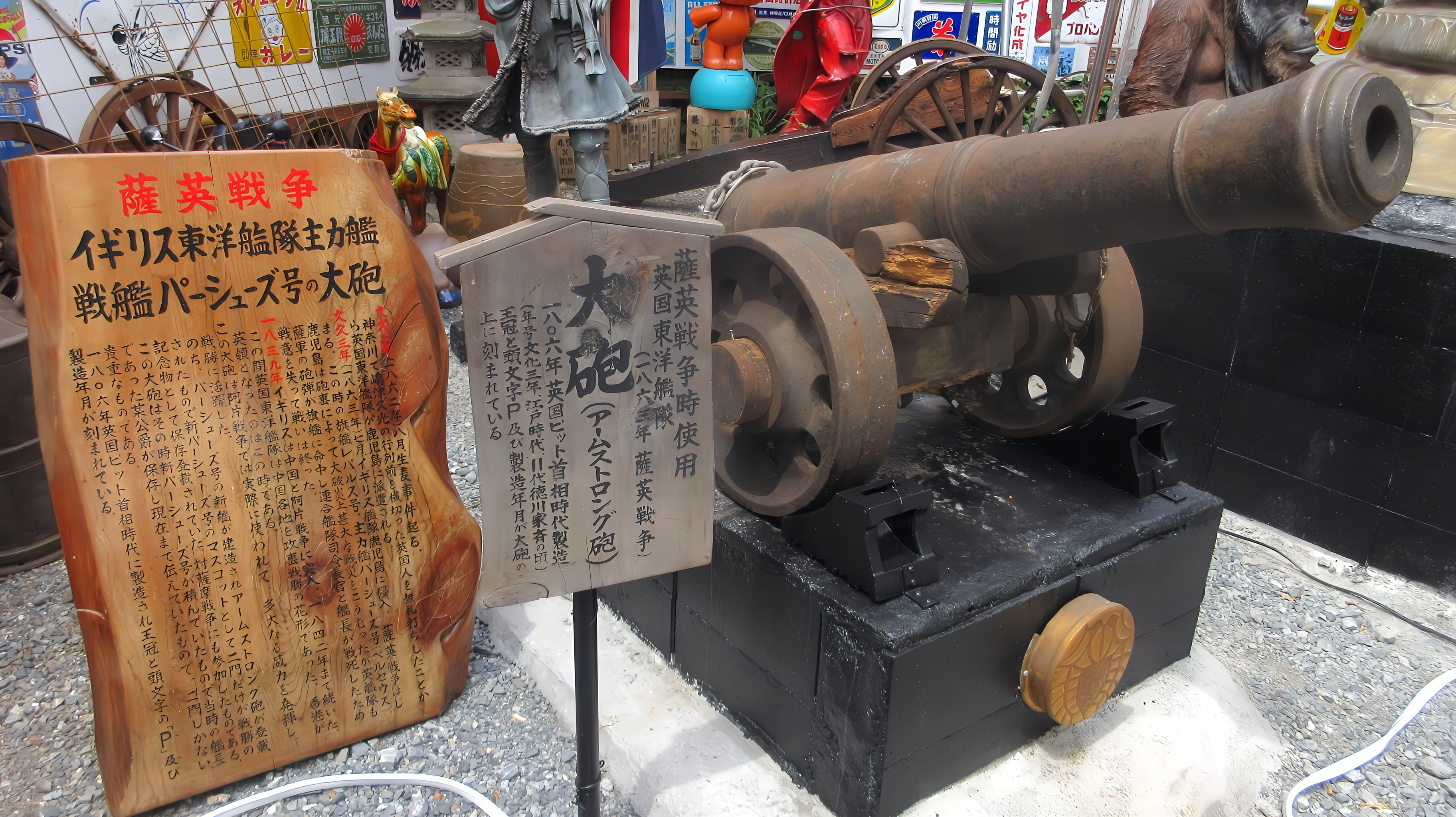
アームストロング砲(英艦パーシューズ搭載・板橋区熊野町交差点にて展示)

当時の事件を伝える新聞（1863年8月26日鹿児島戦争之英文新聞紙翻訳）では、イギリス艦隊側の負傷者氏名と傷の詳細や戦闘の様子が掲載され、その戦死者の負傷状況などからも破裂弾の着弾爆発による被害を物語っているなど、この新聞記事（従軍記者の記述）ではアームストロング砲の暴発については一切触れられていない。また、旗艦ユーライアラスには薩摩側の臼砲弾などが数発命中し、それらの破裂弾により艦隊全体の死傷者数の4割以上を一つの艦で占めるなど、ユーライアラスでの死傷者は31名に及んでおり、その詳細な状況から砲の暴発があったとしても、被害は限られた範囲の事象と推定できる。
アームストロング砲暴発の拡大解釈を招く事象として、薩摩側の10インチ砲弾によりユーライアラスの甲板に備えた第3番砲が直撃弾を受けており、その砲員らが一度に死傷している。

#### 異説
- 薩摩藩は処罰の対象を藩主だと認識していたため交渉は決裂したが、英国側の資料によれば、処罰を求めていたのは事件の現場にいた責任者である。（翻訳を担当した福澤諭吉が急いで原文を直訳した結果、事件の責任者と藩主の区別があいまいになったため）[48]

## 評価
イギリスによる一方的な、薩摩に対する暴力行為とする同時代の評価がある。
発端となった生麦事件では、アメリカの外交通信文に、
1. イギリス人リチャードソンが、意図的に薩摩藩の大名行列を妨害していた 2.リチャードソンは、日本を中国と同様に植民地扱いする発言をしていた 3.これらの事実は知られていた、とあり、薩摩藩には、全く非がなく、イギリスが一方的に起こした戦争。
生麦事件は、「上海のイギリス人商人」リチャードソンが、川崎近くの生麦という村で、薩摩藩の大名行列を故意に妨害し、切り捨てらるという事件である。手傷を負ったマーシャルとクラークは、助けを求めてアメリカの施設に逃げ込み、ヘップバーン医師が手当をした。アメリカの外交通信書によると、事件直前、マーシャルが、「リチャードソン! 俺たちをトラブルに巻き込むな!」と言い、リチャードソンは「ほっといてくれ。俺は、十四年、中国に住んでるんだ。この連中の扱い方は知ってる」と答えている。

アメリカの外交文書の原文　1064ページからの抜粋
It is known, however, that some time before the attack was made, Mr.
Marshall exclaimed “For God’s sake, Richardson, do not let us have
any trouble!” To which Mr. Richardson replied, “Let me alone; I have lived
in China fourteen years, and know how to manage this people.”
Legation of the United States in Japan, Yedo, January 14, 1863.